# Özkan Özdek
Özkan Özdek (ur. 12 lipca 1983 w Üsküdarze) – turecki wioślarz.

## Osiągnięcia
- Mistrzostwa Świata U-23 – Amsterdam 2005 – dwójka podwójna – 18. miejsce[1].
- Mistrzostwa Świata – Eton 2006 – czwórka podwójna – 14. miejsce[1].
- Mistrzostwa Europy – Ateny 2008 – jedynka – 15. miejsce[1].